# Pendelachse

Zweigelenk-Pendelachse, schematisch
Static: Mittellage
Bump: einseitig eingefedert, negativer Sturz des betroffenen Rads, Spurweiten-Vergrößerung
Rebound:
beidseitig ausgefedert, beidseitig positiver Sturz und Verringerung der Spurweite

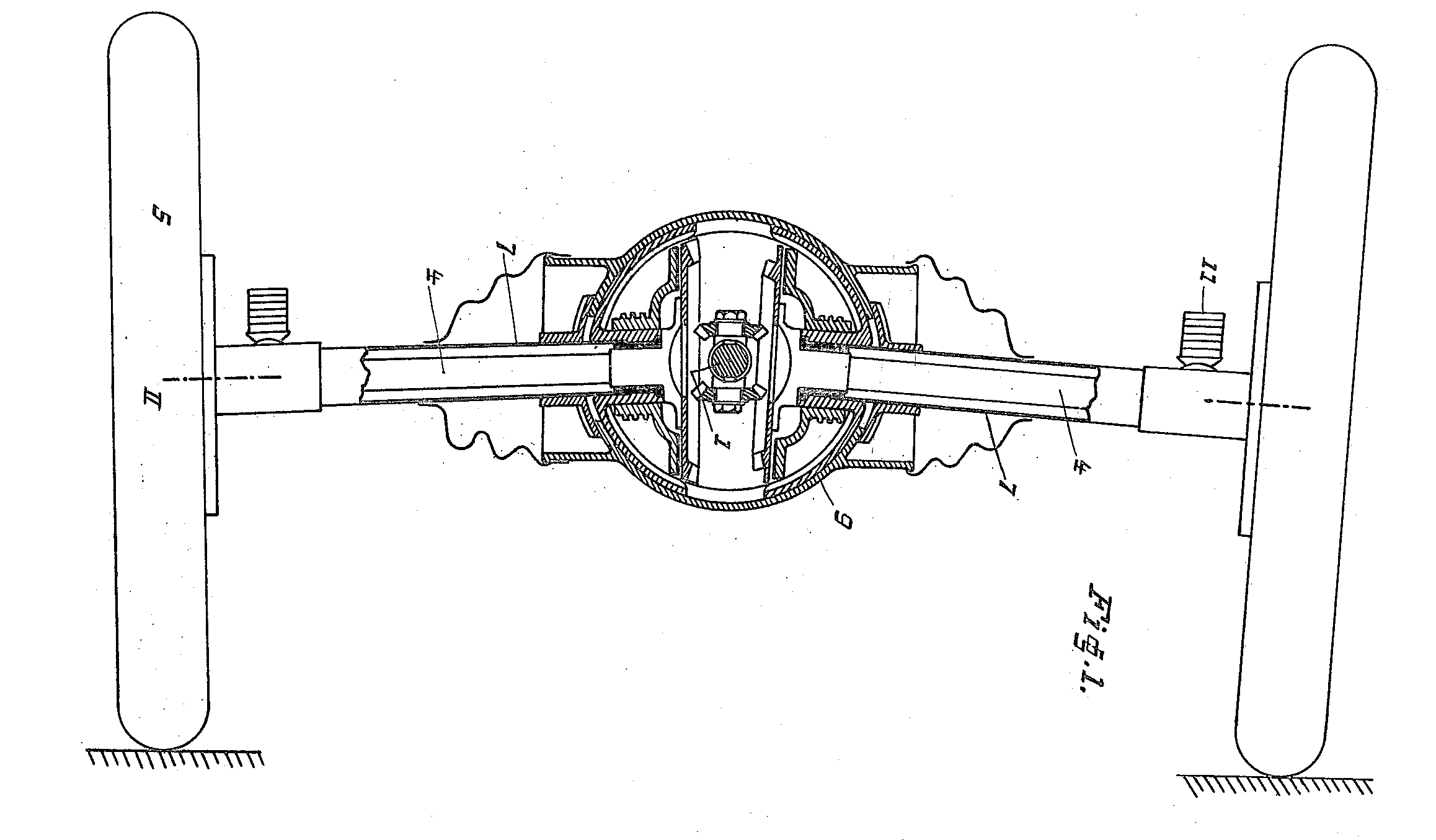
Eingelenk-Pendelachse nach Rumpler

Die Pendelachse (auch Schwingachse) ist eine einfache Form der Einzelradaufhängung an Automobilen. Der Radträger ist über ein starres Rohr mit einem in Längsrichtung liegenden Drehgelenk verbunden. Die beiden Gelenke der Achse befinden sich bei der Zweigelenk-Pendelachse nahe beieinander oder fallen bei der Eingelenk-Pendelachse zusammen. Beim Ein- und Ausfedern ändern sich der Sturz der Räder und die Spurweite erheblich, weshalb die Pendelachse bei Pkw im Laufe der 1960er Jahre verdrängt wurde.

## Technik

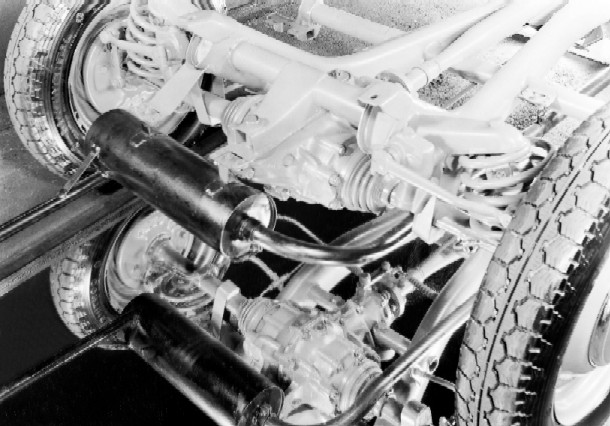
Zweigelenk-Pendelachse in einem Mercedes-Benz 170 V (1931–1952)

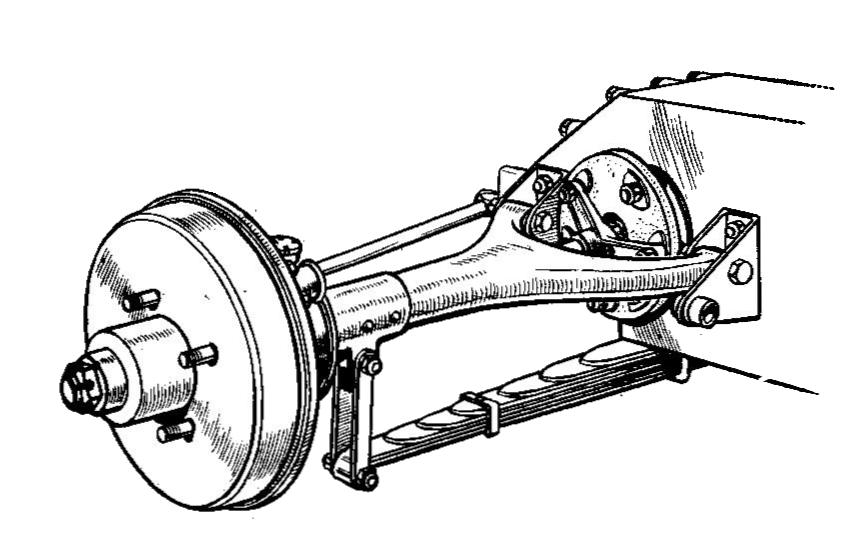
Pendelachse in einem frontgetriebenen Derby

Bei angetriebenen Pendelachsen kann das Differentialgetriebe fest mit dem Fahrgestell verbunden sein (Zweigelenk-Pendelachse, Kardangelenke am Differentialausgang), oder es ist als Teil einer der beiden Pendel-Halbachsen seitlich verschoben und in einer am Fahrzeugkörper befestigten gabelförmigen Aufnahme pendelnd gelagert (Eingelenk-Pendelachse). Die andere Halbachse wird über ein Kardangelenk angetrieben. Bei der eingelenkigen, „gelenklose Pendelachse“ genannten Konstruktion nach Rumpler wälzen die Kegelzahnräder (Tellerräder) auf im Fahrzeug eingebauten Ritzeln ab.
Pendelachsen können mit breit abgestütztem Pendelgelenk ohne weitere Führungsteile auskommen (nebenstehende Abbildung). Häufiger sind sie durch Längslenker ergänzt, wie die bei Mercedes oder durch Flachprofil-Längslenker wie beim VW-Käfer. Dessen „Federstreben“ sind torsionsweich, nur um die Drehachse biegesteif, um das Moment aus der Radlast auf den Drehstab übertragen zu können.
Auf der Verbindungslinie vom Radaufstandspunkt zum Gelenk liegt in der Fahrzeugmitte das Rollzentrum. Diese Verbindungslinie gibt die Richtung vor, in der Querkräfte bei Kurvenfahrt auf den Aufbau übertragen werden können. Bei hohen Querbeschleunigungen führt dies zu einem starken „Aufstützen“ und damit zu einer Schwerpunktsanhebung des Fahrzeugs. Am kurvenäußeren Rad stellt sich rasch positiver Sturz ein, was die Seitenführungskraft deutlich herabsetzt. In der Folge kann es besonders bei Fahrzeugen mit Heckantrieb zu plötzlichem Übersteuern kommen. Je höher das Rollzentrum in der Ausgangslage liegt, desto ausgeprägter ist der Effekt. Die Reduktion des Wankwinkels, die als positive Eigenschaft eines hohen Rollzentrums gesehen wurde, kann diesen Nachteil nicht ausgleichen. Durch Tieferlegung des Gelenks, möglichst lange Halbachsen und eine Ausgleichsfeder in Verbindung mit einer weicheren Tragfeder wurde der Übersteuertendenz entgegengewirkt.
Durch Längslenker wurde die Abstützung von Längskräften und der Bremsnickausgleich verbessert. Gleichzeitig deutete sich damit der Übergang zur Schräglenkerachse an. Beim Mercedes 600 wurde das Bremsmoment über eine zusätzliche Strebe am Aufbau abgestützt, was den Bremsnickausgleich nochmals verbesserte. Der zusätzliche Aufwand verkomplizierte die ursprünglich einfache Konstruktion deutlich, weshalb die Pendelachse durch andere Einzelradaufhängungen mit niedrigerem Rollzentrum verdrängt wurde.

## Verwendung
Die Pendelachse ist eine der frühen Einzelradaufhängungen. Der Name beschreibt die in der Querebene „pendelnd“ aufgehängten Halbachsen. Sie war für Fahrzeuge mit Hinterradantrieb und Zentralrohrrahmen geeignet. Für diese Art der Radaufhängung bekam Edmund Rumpler bereits 1903 Patentschutz, wandte sie jedoch erst 1921 im Tropfenwagen an. 1923 erschien der Tatra 11 mit „gelenkloser Pendelachse“ nach dem Rumpler-System. Die Achsrohre waren an einem gemeinsamen Drehpunkt mit dem Zentralrohrrahmen verbunden. Zweigelenk-Pendelachsen, wie sie bereits der Rumpler Tropfenwagen hatte, kamen 1931 auch beim Mercedes-Benz W 15 in Serie. In den dreißiger Jahren verwendeten weitere Hersteller die Pendelachse. Ferdinand Porsche begann 1932 die Entwicklung des Auto-Union-Rennwagens Typ A, der mit einer Zweigelenk-Pendelachse als hinterer Radaufhängung ausgerüstet war. Auto Union trat mit dem Typ A 1934 in der 750-kg-Formel an.
Der ab Sommer 1945 zunächst noch ohne Ausgleichsfeder in Serie gebaute VW-Käfer hatte zur Längsführung die oben genannte „Federstrebe“. Jedes Achsrohr war in einem Kugelgelenk seitlich am Getriebe gelagert. Die Bewegung des Achspendels beschrieb also keinen ebenen Kreissektor, sondern einen Teil eines Kegelmantels. Die Achse des Kegels ging durch den Drehpunkt des Pendelgelenks und den Mittelpunkt der Anlenkung der „Federstrebe“ an der Drehstabfeder. Zur großen Sturz- und Spurweitenänderung beim Einfedern kommt noch eine Veränderung der Vorspur hinzu.
Das hohe Momentanzentrum (Rollzentrum) wurde anfangs als Vorteil der Pendelachse bewertet, da es die Wankneigung bei Kurvenfahrt reduziert. Als die fahrdynamischen Anforderungen stiegen, mussten Maßnahmen gegen die Übersteuerungstendenz infolge des großen Wankmoments ergriffen werden. 1954 legte Mercedes-Benz den Anlenkpunkt der Eingelenk-Pendelachse des Mercedes-Benz W 180 (und damit das Momentanzentrum) tiefer und fügte eine Ausgleichsfeder hinzu. In gleicher Bauart folgte in der Luxusklasse 1964 der Mercedes-Benz 600. Die Längsführung übernahmen Längslenker, auf denen sich die Luftfedern mit Niveauregulierung abstützten. Auch die zahlreichen Bemühungen durch Mercedes, die Pendelachse weiterzuentwickeln, änderten nichts an ihren konzeptionellen Grenzen. Als im Jahr 1968 der Mercedes-Benz W 115 mit Schräglenkerhinterachse erschien, wurde diese von Mercedes als „Diagonalpendelachse“ bezeichnet, um die Pendelachse der noch bis 1972 weiter gebauten S-Klasse (W 108) nicht veraltet erscheinen zu lassen.
Verwendung fanden Pendelachseln unter anderem beim VW-Käfer (nicht Automatik und 1302/1303), den Kleinwagen von Lloyd (außer Alexander TS und Arabella), bei den Renaults mit Heckmotor (4CV, Dauphine, 8, 10, Floride), beim Goggomobil auch vorne, nur vorne im Hillman Imp, aber auch in anderen Klassen (Porsche 356, Borgward Isabella, Mercedes-Benz 300 SL, Honda 1300, Tempo Wiking, Tatra). Pendelachsen gab es vereinzelt auch an schweren Lkw wie dem Tatra 813. In der DDR war der Begriff „Schrägpendelachse“ gebräuchlich, dieser bezeichnet jedoch Schräglenkerachsen.
Pendelachsen wurden mehr als vierzig Jahre lang in Anpassung an unterschiedliche Forderungen eingebaut: vom Kleinwagen bis zur Luxusklasse, angetrieben und nicht angetrieben, an Hinter- und Vorderachse. In neuerer Zeit verwendet sie Tatra in geländegängigen Lastwagen und Piaggio in der Vespa Ape.

## Pendelachse als Starrachse

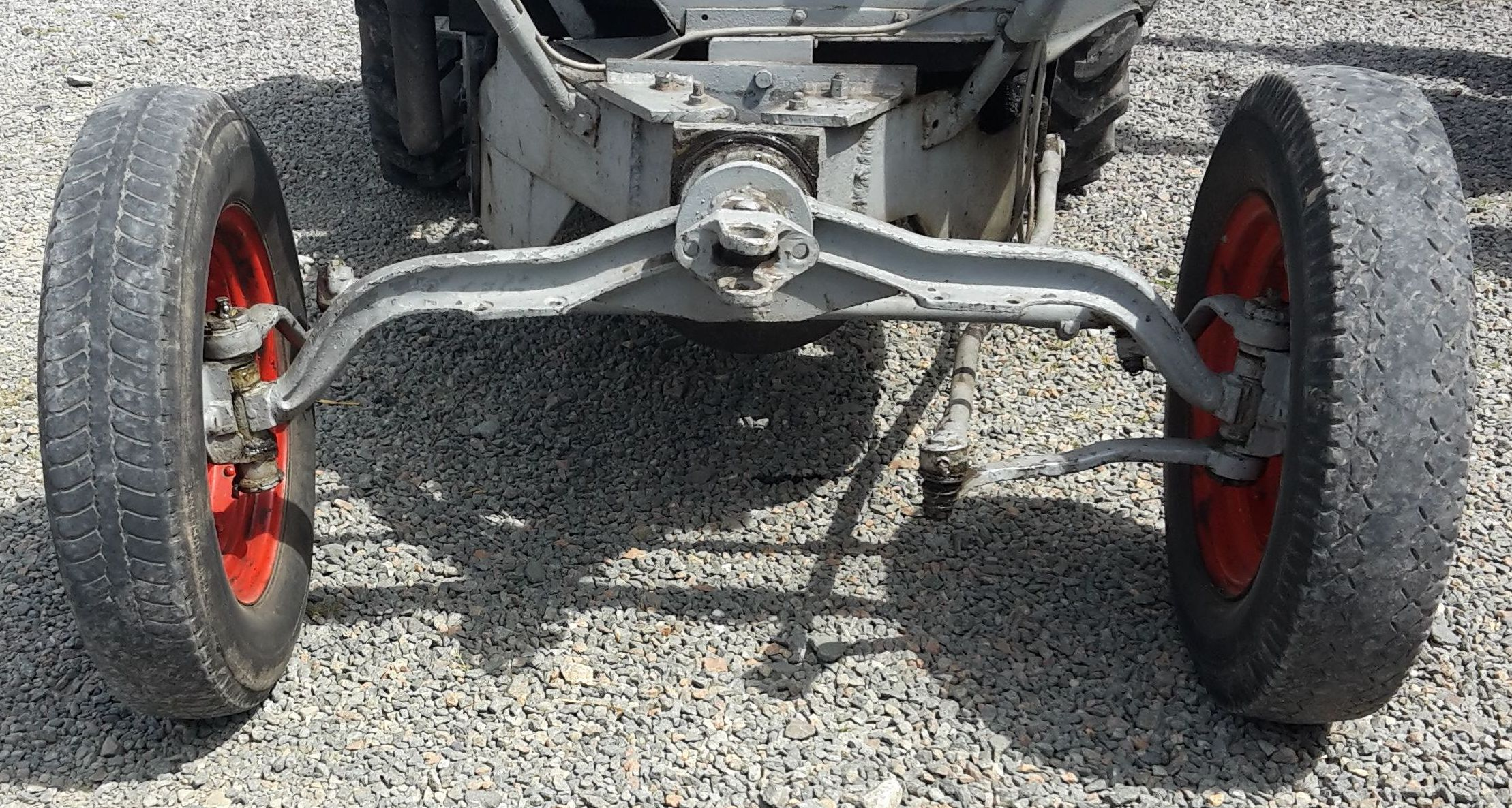
Vorderachse eines Traktors; ungefederte, in der Mitte pendelnd befestigte Starrachse

Unter Pendelachse wird auch eine in der Regel ungefederte starre Achse, die in der Mitte um die Längsachse des Fahrzeugs drehbar ist (Hinterachse von Gabelstaplern, Vorderachse von Traktoren), verstanden.